# Pointe Gnifetti
La pointe Gnifetti (Signalkuppe en allemand) est l'un des plus hauts sommets des Alpes suisses, culminant entre 4 553 et 4 558 mètres dans le mont Rose. Situé sur la frontière entre l'Italie et la Suisse, il domine à l'ouest le Valais et à l'est la vallée Anzasca et le Valsesia. C'est le cinquième sommet d'Italie. Au sommet, depuis 1893, se trouve la cabane Reine Marguerite, le plus haut refuge des Alpes.

## Toponymie
La montagne porte le nom de Giovanni Gnifetti, curé d'Alagna Valsesia, qui a le premier atteint le sommet. Le nom allemand Signalkuppe (traduit en français par « cime du Signal ») vient de la présence d'un obélisque rocheux qui a caractérisé son aspect avant d'être démoli lors de la construction de la cabane Reine Marguerite.

## Géographie
La Punta Gnifetti est un important lieu orographique. Du sommet partent trois crêtes : la première vers le nord, en passant par la pointe Zumstein, conduit à la pointe Dufour. Une deuxième va vers le sud-ouest et mène à la pointe Parrot, à la Ludwigshöhe puis au col du Lys. La troisième descend vers l'est et forme la crête du Signal.
Le sommet, grâce à son emplacement particulier et par bonne visibilité, peut être observé depuis la plupart de la vallée du Pô.
Le sommet de la montagne du côté nord du refuge est le point géodésique du réseau IGM appelé 029901 Punta Gnifetti.

## Ascension

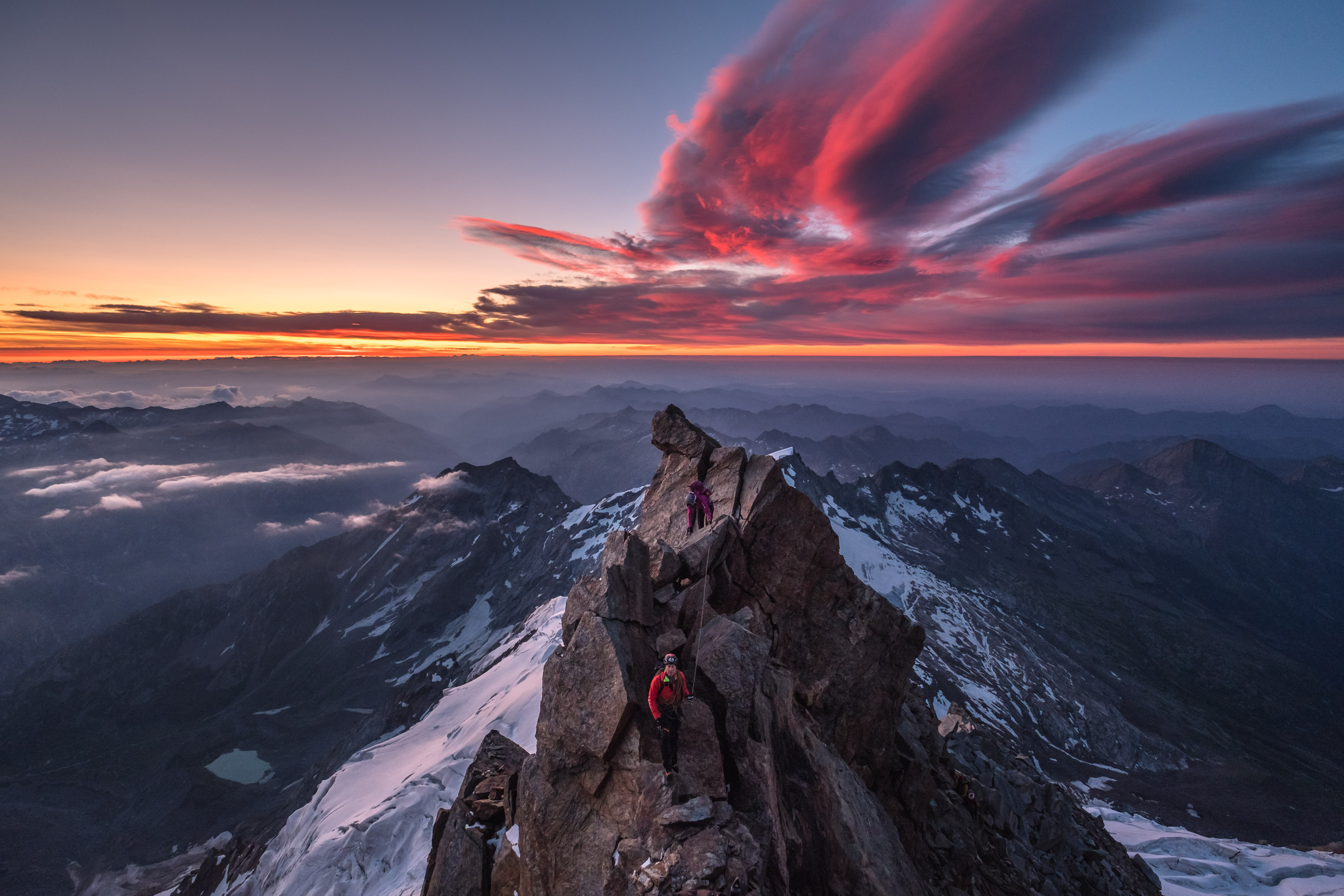
Ascension de la pointe Gnifetti à l'aube.

La pointe Gnifetti est le sommet le plus populaire de l'ensemble du groupe du mont Rose, en raison de son accès relativement facile et de la présence du refuge le plus haut d'Europe.
La voie normale qui passe sur le versant suisse est complètement couverte de neige et de glace ; les deux autres faces sont en Italie, la première vers Macugnaga, le long de la muraille est du mont Rose, la deuxième vers Alagna Valsesia. Sur ces deux parois, des itinéraires d'alpinisme ont été ouverts au fil des années, certains sont parmi les plus difficiles et les plus longs des Alpes.
La voie italienne normale passe par le col du Lys en partant d'Alagna Valsesia ou de Gressoney-La-Trinité. Après avoir atteint les refuges Giovanni Gnifetti et Città di Mantova (it) (éventuellement en utilisant les téléphériques situés dans les deux vallées), on remonte le glacier du Lys pour atteindre le col puis on se dirige directement vers le sommet.
La crête du signal constitue une autre voie, bien plus difficile.